# Історія Республіки Конго
Історію Республіки Конго (Західного Конго) можна розділити на два періоди: до приходу європейців та після.

## Доісторичний період
Археологічні знахідки свідчать про заселення території Республіки Конго в епоху палеоліту і мезоліту (в долині р. Ніарі, вздовж траси залізниці Пуент-Нуар — Браззавіль, на стоянках Мпіла, Мпіака). Появу заліза пов'язують з міграцією в басейн р. Конго народів банту, які прийшли сюди, очевидно, у перших століттях н. е., потіснивши пігмеїв, що жили тут.

## Середні віки
Перед появою європейців (1482 р.) територію Конго заселили бантумовні народи — конго, вілі, йомбе, теке та інші. Пігмеї були відтиснені ними в лісові райони. Основним заняттям банту було мотичне та підсічно-вогневе землеробство. Розвивались також ремесла.
На території теперішньої Республіки Конго виникли перші ранньодержавні утворення — на узбережжі Лоанґо — в народу вілі, в районі Малебо — Теке — у народу теке.

## Новий час
1482 р. в гирлі р. Конго висадився португальський мореплавець Діогу Кан. Між місцевими банту і португальцями зав'язались контакти, головним чином у зв'язку з розвитком работоргівлі.
Наприкінці XIX століття в басейні Західного Конго з'явились французи. Командувач експедиції П'єр Саворньян де Бразза заснував у 1880 році пост Нкуна (Нтамо, нині Браззавіль). За договорами 1883 року Франції з вождями Лоанґо встановлювався контроль цієї держави над частиною узбережжя Атлантичного океану. 5 лютого 1883 року Франція створила своє володіння — Територія Французьке Середнє Конго. Протягом 1885—1887 рр. Франція уклала договори з іншими європейськими державами — учасниками поділу басейну р. Конго — Португалією, Бельгією та Німеччиною, що визначили кордони французьких володінь у цьому регіоні. З 1885 року за французькими володіннями в басейні річок Конго і Квілу закріпилась назва Французьке Конго.
Після Марокканської кризи 1911 року між Францією і Німеччиною частина території Французького Конго відійшла до Німеччини. Проте Франція незабаром повернула її в результаті перемоги в Першій світовій війні.
31 серпня 1940 року в результаті повстання проти вішістів в м. Браззавіль влада у Французькому Конго перейшла в руки Вільної Франції.
28 листопада 1958 року Французьке Конго було проголошене Автономною Республікою Конго.

## Незалежність
15 серпня 1960 року була проголошена державна незалежність Республіки Конго від Франції. Першим президентом став Фюльбер Юлу.